# Rottofreno
Rottofreno é uma comuna italiana da região da Emília-Romanha, província de Piacenza, com cerca de 8.844 habitantes. Estende-se por uma área de 34 km², tendo uma densidade populacional de 260 hab/km². Faz fronteira com Borgonovo Val Tidone, Calendasco, Chignolo Po (PV), Gragnano Trebbiense, Monticelli Pavese (PV), Piacenza, Sarmato.

## Demografia
| Variação demográfica do município entre 1861 e 2011                               |
|                                                                                   |
| Fonte: Istituto Nazionale di Statistica (ISTAT) - Elaboração gráfica da Wikipedia |